# Heartland (série de televisão)
Heartland é uma série de TV produzida no Canadá, na província  de Alberta, lançada no dia 14 de outubro de 2007 na CBC Television. A série é vagamente baseada nos livros de Lauren Brooke.

## Sinopse
Heartland é uma série canadense de drama familiar que estreou na televisão pelo canal CBC em 14 de outubro de 2007.
A série é baseada na série de livros Heartland de Lauren Brooke, Heartland é um drama familiar que segue as irmãs Amy e Lou Fleming, juntamente com seu avô Jack Bartlett, conta os altos e baixos da vida em um rancho de cavalos. 
A mãe de Lou e Amy foi morta em um acidente de carro, em que sua filha mais nova, Amy, também estava. Lou, uma executiva bem-sucedida em Nova York,que após a morte de sua mãe tem que largar tudo e voltar para Hudson para ajudar a Amy e seu avô a manter o sonho de sua mãe vivo, curar cavalos com problemas de adestramento.
Amy acaba herdando a capacidade que sua mãe tinha de curar e tratar cavalos abusados ou feridos, incluindo Spartan, o cavalo ao qual sua mãe perdeu a vida para conseguir salva-lo. 
Ty Borden foi maltratado muito quando criança pelo padrasto Wade. Após tentar se vingar de Wade, ele foi preso e enviado para a prisão juvenil. Para obter sua liberdade condicional foi enviado para trabalhar no rancho Heartland. Ty ajudou Amy a lidar com a morte de sua mãe e ela o ajudou a aprender a confiar novamente nas pessoas. Eles se tornam amigos e acabam se apaixonando.
No Brasil a Série estreou em 14 de outubro de 2007, no canal de TV a cabo Boomerang. Teve apenas as 4 primeiras temporadas transmitidas, temporadas seguintes não foram renovadas com o canal. Já em 2015 o canal de Streaming Netflix comprou os direitos de transmissão e imagem, passando a transmitir em sua plataforma online. Pelo canal de Streaming Netflix, é possível assistir as 13 temporadas de Heartland disponíveis.
Atualmente Heartland se encontra em sua décima terceira temporada, temporada essa que ainda encontra-se em transmissão pelo canal canadense CBC Television e que deve ir ao ar até o final de Novembro de 2019.

## Elenco

### Regular
- Amber Marshall - Amy Fleming
- Michelle Morgan - Lou Fleming
- Shaun Johnston - Jack Bartlett
- Graham Wardle - Ty Borden
- Chris Potter - Tim Fleming
- Alisha Newton - Georgie Morris
- Jessica Amlee - Mallory Wells

### Recorrente
- Gabriel Hogan - Peter Morris
- Baye McPherson - Katie Fleming Morris
- Ruby & Emmanuella Spence - Lyndy Marion Borden
- Nathaniel Arcand - Scott Cardinal
- Kerry James - Caleb ODell
- Cindy Busby - Ashley Stantomn
- Jessica Steen - Lisa Stillman